# Putování s pravěkými monstry
Putování s pravěkými monstry (anglicky Walking with Monsters nebo Walking with Monsters – Life before Dinosaurs) je dosud poslední pseudo-dokumentární televizní seriál o evoluci života na Zemi. Svým zpracováním i tématem volně navazuje na předchozí seriály Putování s dinosaury (Walking with Dinosaurs), Putování s pravěkými zvířaty (Walking with Beasts) a Putování s pravěkými lidmi (Walking with Cavemen), přičemž používá obdobnou techniku počítačové animace, a dokonce zobrazuje i detailní záběry některých orgánů, jako jsou plíce, mozek, srdce, oči či žaludek. Seriál je tentokrát třídílný a popisuje vývoj života v prvohorách a na počátku druhohor. Především se zde objevují různí členovci, ryby, trilobiti, štíři, vážky, pavouci, obojživelníci, různí plazi a savcovití plazi.
Seriál vyrobila pro BBC, Discovery Channel a Pro 7 firma Impossible Pictures Ltd. roku 2005.
Poprvé byl seriál vysílán na kanálu Discovery Channel 5. listopadu 2005. V Česku seriál vysílala Česká televize. Na DVD se seriál v Česku objevil 25. května 2008 jako samostatně prodejná příloha nedělníku Aha!. Vydala ho na něm firma Prague Promotion s.r.o pod českým názvem Putování s pravěkými monstry – život před dinosaury, která pro něj nechala vyrobit nový český dabing (dabuje Vladimír Čech) odlišný od dabingu použitého ve vysílání České televize. Na tomto DVD již není seriál rozdělen na samostatné části.

## Seznam tvorů

### Epizoda 1 / na DVD kapitoly 1 a 2
530 milionů let př. n. l. - kambrium - Čína:
- Anomalocaris
- neupřesněný trilobit
- Haikouichthys
- živoucí medúzy

418 milionů let př. n. l. - silur - Jižní Wales - Spojené království:
- Cephalaspis
- Brontoscorpio
- Cameroceras (popisován jako orthocon)
- Pterygotus
- živoucí ježovka
- živoucí houbovec

360 milionů let př. n. l. - devon - Pensylvánie - Spojené státy americké:
- Hynerpeton
- Hyneria
- Stethacanthus (popisován jako žraloci)
- živoucí štír

### Epizoda 2 / na DVD kapitoly 3 a 4
300 milionů let př. n. l. - karbon - Kansas - Spojené státy americké:
- Petrolacosaurus
- Mesothelae
- Arthropleura
- Meganeura
- Proterogyrinus (popisován jako obojživelníci)

280 milionů let př. n. l. - spodní perm - Durynsko - Německo:
- Dimetrodon
- Edaphosaurus
- Seymouria (popisována jako obojživelníci)

- živoucí vážka

### Epizoda 3 / na DVD kapitoly 5 a 6
250 milionů let př. n. l. - svrchní perm - Sibiř - Pangea:
- Gorgonops (popisován jako gorgonopsid)
- Diictodon
- Scutosaurus
- Rhinesuchus (popisován jako velký obojživelník labyrinthodont)

248 milionů let př. n. l. - spodní trias - Antarktida - Pangea:
- Lystrosaurus
- Euparkeria
- Euchambersia (popisována jako Therocephalia, vyobrazena jako Cynodont z cyklu Putování s dinosaury)
- Proterosuchus (popisován jako Chasmatosaurus)
- živoucí vážka